# Tomorrow Morning
Albums de Eels
End Times
(2010) Wonderful, Glorious
(2013)
Tomorrow Morning est le neuvième album du groupe Eels, groupe de rock expérimental fondé en 1995 par le chanteur Mark Oliver Everett. Cet album est sorti le 17 août 2010 en vinyle et le 24 en CD.

## Liste des pistes
| No  | Titre                                 | Durée |
| --- | ------------------------------------- | ----- |
| 1.  | In Gratitude for This Magnificent Day | 1:25  |
| 2.  | I'm a Hummingbird                     | 3:14  |
| 3.  | The Morning                           | 2:17  |
| 4.  | Baby Loves Me                         | 3:27  |
| 5.  | Spectacular Girl                      | 3:15  |
| 6.  | What I Have to Offer                  | 2:55  |
| 7.  | This Is Where It Gets Good            | 6:18  |
| 8.  | After the Earthquake                  | 1:39  |
| 9.  | Oh So Lovely                          | 4:17  |
| 10. | The Man                               | 3:51  |
| 11. | Looking Up                            | 2:57  |
| 12. | That's Not Her Way                    | 3:48  |
| 13. | I Like the Way This Is Going          | 2:35  |
| 14. | Mystery of Life                       | 4:22  |

EP Bonus
| No | Titre                       | Durée |
| -- | --------------------------- | ----- |
| 1. | Swimming Lesson             |       |
| 2. | St. Elizabeth Story         |       |
| 3. | Let's Ruin Julie's Birthday |       |
| 4. | For You                     |       |

## Line-Up
- E (chant, guitare, basse, harmonica, piano, banjo, ha)
- Butch (batterie)
- Koool G Murder (basse, guitare)